# Косулья антилопа
Косулья антилопа, или антилопа-косуля, или пелеа (лат. Pelea capreolus) — парнокопытное млекопитающее из семейства полорогих, обитающее в Южной Африке и Лесото. Единственный представитель рода Pelea.

## Описание
Это маленькая и грациозная антилопа высотой в холке 75 см и весом 20 кг. Окрас густой шерсти сверху — серого, а снизу — белого цвета. Стиль бега похож на движения «лошадки-качалки». У антилопы длинные тонкие уши и большой чёрный нос, который выглядит опухшим. У самцов тонкие прямые рога.

## Распространение
Первоначальная область распространения охватывала наряду с республикой Южная Африка и Лесото также Свазиленд и южную Ботсвану. Сегодня животные встречаются в гористых или холмистых заповедных областях, таких как национальный парк Бонтебок. Их естественная среда обитания — это травянистые саванны, из которых они исчезли из-за интенсивной охоты.

## Образ жизни
Антилопы-косули питаются листвой и травой, заходя также на зерновые поля. Они активны днём, прыжками передвигаясь по скалам. Во время быстрого движения они держат хвост прямо, так что становится заметна его ярко-белая нижняя сторона.
Антилопы-косули живут группами, состоящими из самца, нескольких самок и их потомства. Самец защищает в среднем 10-головую группу от незваных гостей. При этом они часто становятся очень агрессивными и могут своими острыми рогами ранить или даже убить своего соперника. Они атакуют также овец и коз. В то время как остальные члены группы кормятся, один всегда стоит на карауле.